# Maison des Anneaux
La maison des Anneaux est un monument historique situé à Haguenau, dans le département français du Bas-Rhin.

## Localisation
Ce bâtiment est situé au 5, rue des Anneaux à Haguenau.

## Historique
L'édifice fait l'objet d'une inscription au titre des monuments historiques depuis 2005.